# Črnogorska kuhinja
Črnogorska kuhinja se razlikuje glede na geografske položaje v Črni gori ter glede na njeno dolgo zgodovino in tradicijo.

## Pregled
Prvi večji vpliv je prišel z Levanta in Turčije, večinoma preko Srbije: sarma, musaka, pilav, pita, gibanica, burek, ćevapi, kebab, Džuveč in turške slaščice, kot sta baklava in tulumba.
Madžarska kuhinja vpliva na enolončnice in sataraš.
Srednjeevropska kuhinja se kaže v razširjenosti palačink, krofov, marmelad, številnih vrst piškotov in tort ter različnih vrst kruha.
Črnogorska kuhinja se razlikuje tudi geografsko; kuhinja na obalnem območju se razlikuje od kuhinje v severnem visokogorju. Obalno območje je tradicionalno reprezentativno za sredozemsko kuhinjo, pri čemer so pogosta jed morski sadeži. Tradicionalne jedi jadranske obale Črne gore imajo za razliko od njenega središča tudi izrazit italijanski vpliv.